# Юнацький чемпіонат Європи з футболу (U-18) 1976
Чемпіонат Європи з футболу серед юнаків віком до 18 років 1976 року — пройшов в Угорщині з 28 травня по 6 червня. Переможцем стала збірна СРСР, яка у фіналі перемогла збірну Угорщини із рахунком 1:0.

## Кваліфікація
| Команда 1         | Заг.            | Команда 2      | 1-й матч | 2-й матч |
| ----------------- | --------------- | -------------- | -------- | -------- |
| Ірландія          | 0–1             | Нідерланди     | 0–0      | 0–1      |
| Уельс             | 3–3 (г)         | Англія         | 0–1      | 3–2      |
| Люксембург        | 0–2             | Ісландія       | 0–1      | 0–1      |
| Північна Ірландія | дискваліфікація | Шотландія      |          |          |
| Данія             | 3–1             | Польща         | 1–1      | 2–0      |
| НДР               | 1–3             | СРСР           | 1–1      | 0–2      |
| Норвегія          | 1–3             | Фінляндія      | 0–2      | 1–1      |
| Швеція            | 1–1 (г)         | ФРН            | 1–1      | 0–0      |
| Бельгія           | 2–4             | Італія         | 2–2      | 0–2      |
| Швейцарія         | 1–1 (г)         | Португалія     | 0–0      | 1–1      |
| Мальта            | 1–4             | Франція        | 1–3      | 0–1      |
| Ліхтенштейн       | 1–9             | Іспанія        | 1–5      | 0–4      |
| Румунія           | 2–4             | Чехословаччина | 1–1      | 1–3      |
| Югославія         | 4–4 (6-5п.)     | Болгарія       | 2–2      | 2–2      |
| Австрія           | 1–2             | Туреччина      | 1–1      | 0–1      |

## Учасники
- Чехословаччина
- Данія
- Фінляндія
- Франція
- ФРН
- Угорщина (господарі)
- Ісландія
- Італія
- Нідерланди
- Північна Ірландія
- СРСР
- Іспанія
- Швейцарія
- Туреччина
- Уельс
- Югославія

## Груповий етап

### Група A
| Збірна    | І | В | Н | П | ГЗ | ГП | РГ | О |
| --------- | - | - | - | - | -- | -- | -- | - |
| Угорщина  | 3 | 2 | 0 | 1 | 6  | 5  | +1 | 4 |
| Уельс     | 3 | 2 | 0 | 1 | 3  | 2  | +1 | 4 |
| Югославія | 3 | 1 | 0 | 2 | 6  | 7  | –1 | 2 |
| Італія    | 3 | 1 | 0 | 2 | 3  | 4  | –1 | 2 |

| 28 травня | Уельс     | 2–1 | Югославія |
|           | Угорщина  | 2–1 | Італія    |
| 30 травня | Італія    | 2–1 | Югославія |
|           | Угорщина  | 1–0 | Уельс     |
| 1 червня  | Югославія | 4–3 | Угорщина  |
|           | Уельс     | 1–0 | Італія    |

### Група B
| Збірна    | І | В | Н | П | ГЗ | ГП | РГ | О |
| --------- | - | - | - | - | -- | -- | -- | - |
| Іспанія   | 3 | 2 | 1 | 0 | 5  | 0  | +5 | 5 |
| Швейцарія | 3 | 1 | 2 | 0 | 1  | 0  | +1 | 4 |
| Ісландія  | 3 | 0 | 2 | 1 | 0  | 3  | –3 | 2 |
| Туреччина | 3 | 0 | 1 | 2 | 0  | 3  | –3 | 1 |

| 28 травня | Іспанія   | 2–0 | Туреччина |
|           | Швейцарія | 0–0 | Ісландія  |
| 30 травня | Туреччина | 0–0 | Ісландія  |
|           | Іспанія   | 0–0 | Швейцарія |
| 1 червня  | Іспанія   | 3–0 | Ісландія  |
|           | Швейцарія | 1–0 | Туреччина |

### Група C
| Збірна         | І | В | Н | П | ГЗ | ГП | РГ | О |
| -------------- | - | - | - | - | -- | -- | -- | - |
| Франція        | 3 | 2 | 1 | 0 | 5  | 1  | +4 | 5 |
| ФРН            | 3 | 2 | 0 | 1 | 5  | 6  | –1 | 4 |
| Чехословаччина | 3 | 1 | 0 | 2 | 4  | 5  | –1 | 2 |
| Фінляндія      | 3 | 0 | 1 | 2 | 1  | 3  | –2 | 1 |

| 28 травня | ФРН            | 2–1 | Фінляндія      |
|           | Франція        | 2–1 | Чехословаччина |
| 30 травня | Франція        | 3–0 | ФРН            |
|           | Чехословаччина | 1–0 | Фінляндія      |
| 1 червня  | ФРН            | 3–2 | Чехословаччина |
|           | Франція        | 0–0 | Фінляндія      |

### Група D
| Збірна            | І | В | Н | П | ГЗ | ГП | РГ | О |
| ----------------- | - | - | - | - | -- | -- | -- | - |
| СРСР              | 3 | 3 | 0 | 0 | 8  | 0  | +8 | 6 |
| Данія             | 3 | 2 | 0 | 1 | 8  | 7  | +1 | 4 |
| Нідерланди        | 3 | 1 | 0 | 2 | 4  | 6  | –1 | 2 |
| Північна Ірландія | 3 | 0 | 0 | 3 | 3  | 10 | –7 | 0 |

| 28 травня | СРСР       | 3–0 | Нідерланди        |
|           | Данія      | 5–3 | Північна Ірландія |
| 30 травня | Нідерланди | 3–0 | Північна Ірландія |
|           | СРСР       | 3–0 | Данія             |
| 1 червня  | Данія      | 3–1 | Нідерланди        |
|           | СРСР       | 2–0 | Північна Ірландія |

## Плей-оф

### Півфінали
| 4 червня 1976 |

| Угорщина | 1 – 1    | Франція |
| -------- | -------- | ------- |
|          |          |         |
|          | Пенальті |         |
|          | 4–3      |         |

| Будапешт |

| 4 червня 1976 |

| СРСР | 3 – 0 | Іспанія |
| ---- | ----- | ------- |
|      |       |         |

| Будапешт |

### Матч за 3-тє місце
| 6 червня 1976 |

| Іспанія | 3 – 0 | Франція |
| ------- | ----- | ------- |
|         |       |         |

| Будапешт |

### Фінал
| 6 червня 1976 |

| СРСР | 1 – 0 | Угорщина |
| ---- | ----- | -------- |
|      |       |          |

| Будапешт |

| Чемпіон Європи 1976 |
| ------------------- |
| СРСР 3-й титул      |

## Збірні, що кваліфікувались намолодіжний чемпіонат світу 1977 року

### Півфіналісти
- Франція
- Угорщина
- СРСР
- Іспанія

### Кваліфікація
- Австрія
- Італія